# Димитър Пунев
Димитър Благоев Пунев е български театрален режисьор.

## Биография
Роден е на 24 юли 1924 г. в Пещера, в семейството на Благоя Пунев и Невена Янкова. Завършва Смесената гимназия „Св. Климент Охридски“ в родния си град. Започва работа в читалище „Развитие“ в Пещера. Първата му постановка в самодейния театрален колектив на читалищна сцена е „Томонари“. През 1951 г. завършва Държавната театрална академия. Специализира режисура в Московския художествен театър, а през 1956 – 1957 г. и театрална режисура в Централната френска телевизия в Париж. В продължение на 13 години е режисьор и директор на Пловдивския драматичен театър. Участва в създаването на Смолянския държавен театър. Отново специализира в Москва. За кратко работи като режисьор в драматичните театри в Русе, Кърджали и Перник. От 1968 г. е преподавател и доцент по театрална и телевизионна режисура във ВИТИЗ „Кръстьо Сарафов“ .От 1972 до 1990 г. е сътрудник на отдел „Култура“ в Централния комитет на Българската комунистическа партия.
Режисьор е на постановките: „Мирандолина“, „Без зестра“, „Без вина виновни“, „Картоиграч“, „Плодовете на просвещението“, „Каруцата и камъка“ и други.
Награден е с „Лауреатско название“, със званието „Заслужил артист“ и с орден „Св. св. Кирил и Методий“ I степен. Умира на 8 септември 1991 г. от сърдечна недостатъчност. Кремиран е и погребан в Централните софийски гробища.